# Nowy Zajączków
Nowy Zajączków – przysiółek w Polsce położony w województwie mazowieckim, w powiecie lipskim, w gminie Chotcza.
Część wsi Zajączków
W latach 1975–1998 miejscowość należała administracyjnie do województwa radomskiego.